# Honeyland
Pour plus de détails, voir Fiche technique et Distribution.
Honeyland (en macédonien : Медена земја, Medena zemja) est un film macédonien de Ljubomir Stefanov et Tamara Kotevska, sorti en 2019. Il dépeint la vie d'Hatidže Muratova, une apicultrice vivant dans le petit village isolé de Bekirliya, village pratiquement dépeuplé du centre de la Macédoine du Nord. Le film évoque à travers ce portrait diverses questions culturelles et environnementales : le changement climatique, la diminution de la biodiversité et l'exploitation des ressources naturelles.

## Synopsis
Honeyland documente la vie d'Hatidže Muratova, une apicultrice quinquagénaire turque de Macédoine du Nord — le documentaire est principalement en dialecte turc local, le Gagaouze des Balkans — qui vit dans le village de Bekirliya dans la municipalité de Lozovo. Elle est l'une des dernières gardiennes d'abeilles sauvages d'Europe, et ne possède pas de ruche. Hatidže gagne sa vie en vendant du miel dans la capitale du pays, Skopje, à quatre heures du village. En raison de son emplacement dans une montagne isolée, le village n'a pas accès à l'électricité et à l'eau courante. Hatidže vit avec sa mère Nazife, 85 ans, en partie aveugle et alitée, qui est totalement dépendante de sa fille.
L'atmosphère dans le village change lorsque l'éleveur nomade Hussein Sam arrive avec sa femme Ljutvie, leurs sept enfants et leurs animaux domestiques importés. Au départ, Hatidže entretient de bonnes relations avec la famille et passe du temps à jouer avec les enfants. Ayant besoin d'argent et inspiré par la façon dont Hatidže gagne de l'argent, Sam s'intéresse lui-même à l'apiculture sauvage. Hatidže lui donne des instructions sur la collecte du miel et lui fournit plusieurs abeilles pour que Sam puisse démarrer sa propre colonie. Malgré son succès initial, l'un des clients de Sam exige plus de miel que ses abeilles ne peuvent en produire. Sam ne tient pas compte du conseil de Hatidže de toujours laisser la moitié du miel à ses abeilles et procède à la vente de la totalité du stock de miel. Cela conduit les colonies de Sam à attaquer celles d'Hatidže pendant l'hiver où les ressources sont rares. Hatidže gronde Sam pour avoir ignoré ses conseils et sa colonie d'abeilles s'effondre. Peu de temps après, sa mère meurt. Alors que la famille nomade décide de déménager dans un autre village, Hatidže reste seule à Bekirlija.

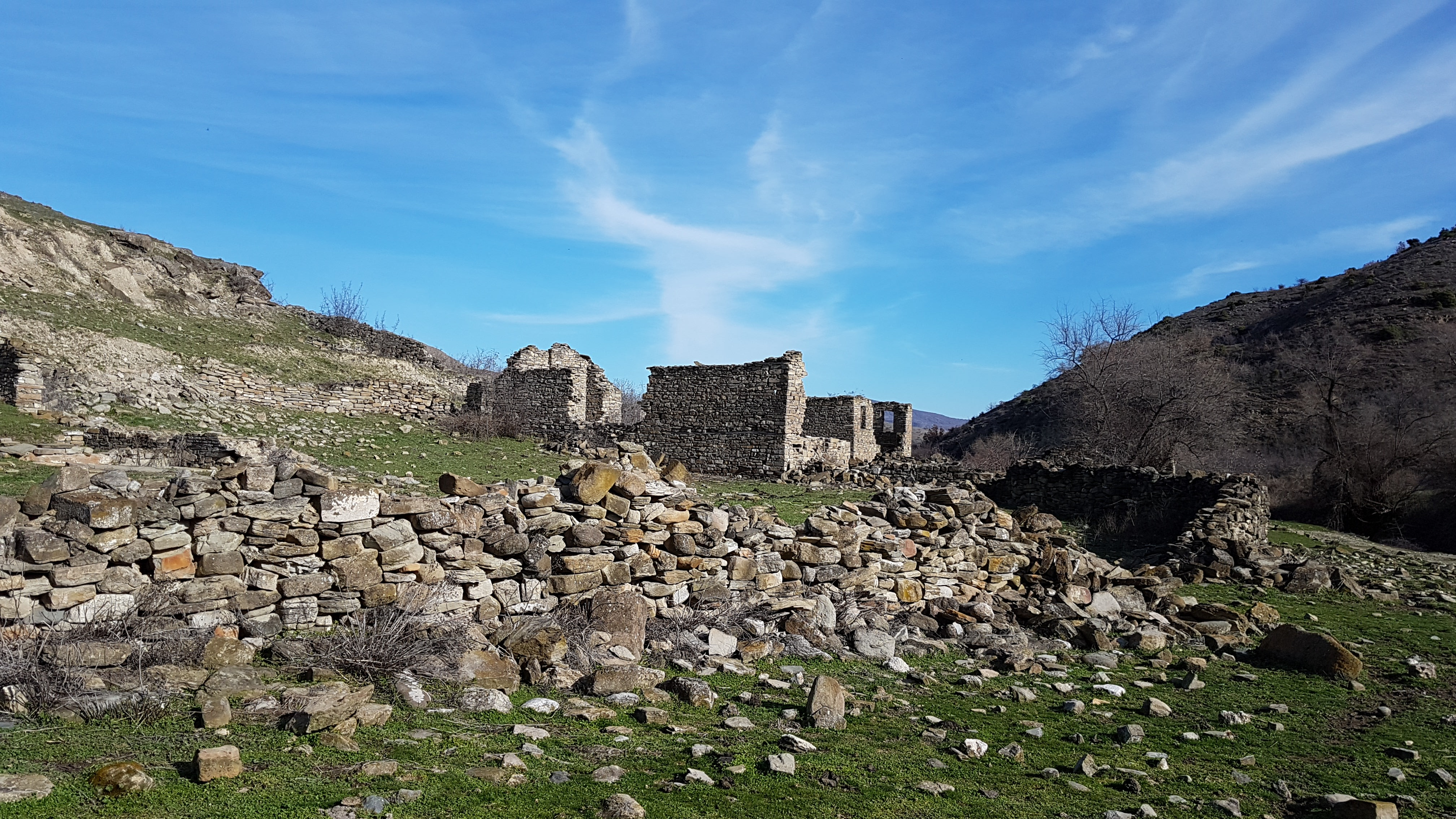
Le village de Bekirlija dans le centre de la Macédoine du Nord où le film a été tourné.

## Contexte
À l'origine, les réalisateurs projetaient un documentaire plus général sur la vallée de la Bregalnitsa, mais la rencontre de l'apicultrice fut si décisive que le documentaire ne concerne plus qu'elle seule. Le tournage a duré trois ans, au fil desquels ont été collectées quelque 400 heures de pellicule. Le film évoque à travers le portrait d'Hatidže diverses questions culturelles et environnementales : le changement climatique, la diminution de la biodiversité, l'exploitation des ressources naturelles. L'équilibre fragile de l'écosystème est symbolisé par l'apicultrice et sa relation au monde sauvage, tandis que la société de consommation est représentée par l'arrivée de nouveaux voisins dans le village.

## Fiche technique
- Titre français : Honeyland
- Titre original : Медена земја (Medena zemja)
- Réalisation : Ljubomir Stefanov et Tamara Kotevska
- Pays d'origine : Macédoine
- Genre : documentaire
- Dates de sortie : 
  - 28 janvier 2019 (Festival de film de Sundance)

## Distribution
- Hatidze Muratova :
- Nazife Muratova :
- Hussein Sam :
- Ljutvie Sam :
- Mustafa Sam :
- Muzafer Sam :
- Veli Sam :
- Ali Sam :
- Alit Sam :
- Gamze Sam :
- Ljutvish Sam :
- Safet Javorovac :

## Distinctions

### Récompenses
- Boston Society of Film Critics : Meilleur documentaire
- Festival du film de Sundance 2019 : World Cinema Grand Jury Prize - Documentary

### Nominations
- Oscars 2020 : meilleur film documentaire et meilleur film international

## Accueil
Honeyland a été chaleureusement accueilli par les critiques de cinéma, qui ont loué son souci du détail et applaudi son message écologiste. 
Le documentaire a reçu de nombreux prix et nominations à des festivals de cinéma, dont trois prix au Festival du film de Sundance 2019 et deux nominations aux 92e Oscars dans les catégories du meilleur long métrage international et du meilleur long métrage documentaire. Honeyland est le premier documentaire à recevoir une nomination dans les deux catégories de l'histoire des Oscars.